# Unión de Estados de Patiala y de Punyab Oriental
La Unión de Estados de Patiala y de Punyab Oriental (en inglés Patiala and East Punjab States Union, conocido simplemente como PEPSU por sus siglas) fue un estado de la India entre 1948 y 1956. Fue creado por la combinación de ocho estados principescos: Patiala, Jind, Nabha, Kapurthala, Faridkot, Kalsia, Malerkotla y Nalagarh. El Estado fue inaugurado el 15 de julio de 1948, y formalmente se convirtió en un Estado de la India en 1950. La capital y ciudad principal fue Patiala y solía cubrir una superficie de 26.208 km². Shimla, Kasauli, Kandaghat, Dharampur y Chail también se convirtieron en parte de la PEPSU.

## Historia

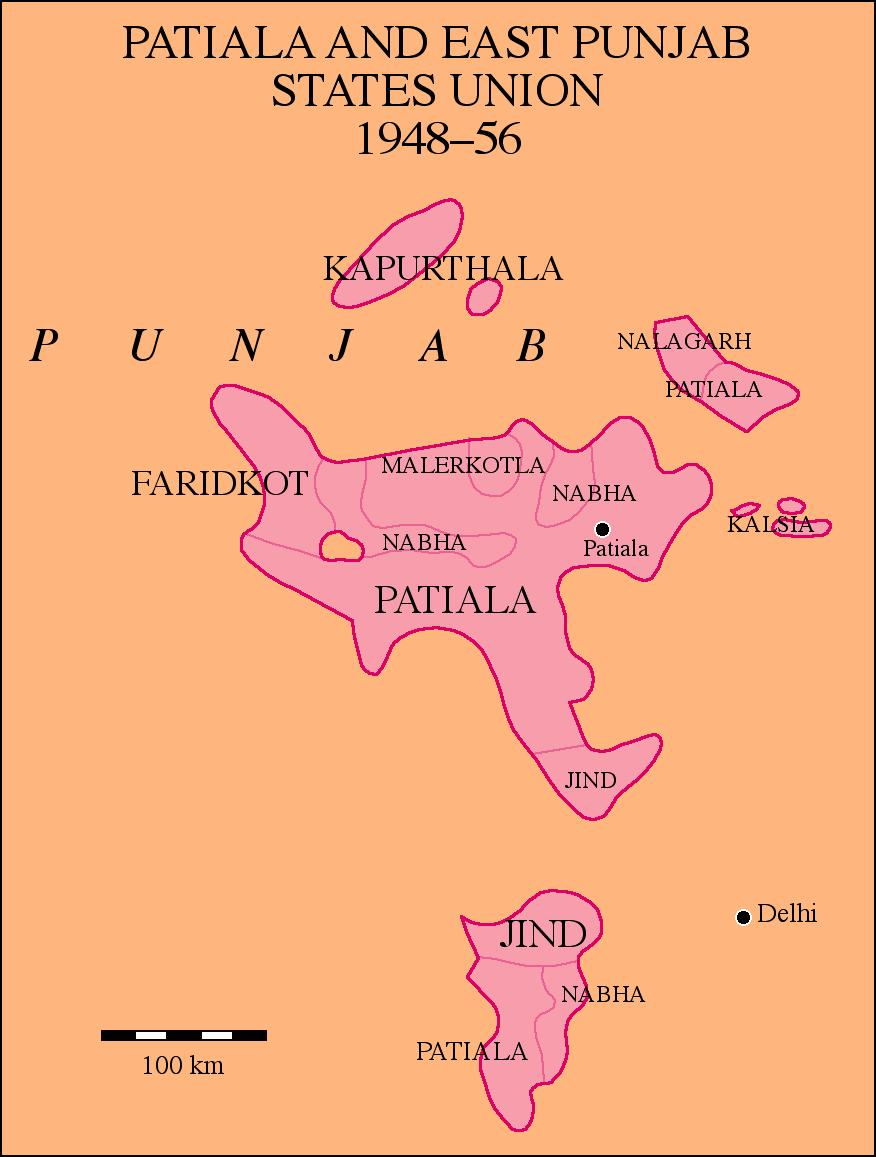
Mapa del PEPSU entre 1948 y 1956.

Evolución del estado de Punyab entre 1951 y 1966.

Escudo del PEPSU.

Cuando se creó el estado, el entonces maharajá de Patiala, Yadavindra Singh, fue nombrado el rajpramukh (equivalente a gobernador) de este. Se mantuvo en el cargo durante toda la corta existencia del estado. El entonces maharajá de Kapurthala, Jagatjit Singh sirvió como uparajpramukh. Gian Singh Rarewala fue juramentado el 13 de enero de 1949, el primer ministro principal de PEPSU. El coronel Raghbir Singh se convirtió en el próximo primer ministro el 23 de mayo de 1951 y Brish Bhan el ministro Principal Adjunto.
El estado eligió una asamblea legislativa estatal de 60 miembros el 6 de enero de 1952. El Partido del Congreso ganó 26 escaños y el Akali Dal ganó 19 escaños.
El 22 de abril de 1952, Gian Singh Rarewala de nuevo fue nombrado primer ministro, esta vez en una sola elección. Llevó una coalición de gobierno, llamado el "Frente Unido", formado por el Akali Dal y varios independientes. El 5 de marzo de 1953 su gobierno fue despedido y el gobierno del presidente se impuso en el estado. En la encuesta realizada a mitad del período que siguió, el Partido del Congreso aseguró la mayoría y Raghbir Singh fue elegido primer ministro el 8 de marzo de 1954. A su muerte, Brish Bhan se convirtió en el primer ministro el 12 de enero de 1955 y permaneció en el cargo hasta el 1 de noviembre de 1956, cuando se fusionó el PEPSU fue fusionado con el estado de Punyab Oriental después del Acta de Reorganización de los Estados Indios.
Una parte del antiguo estado de PEPSU, incluyendo la parte sur-oriental alrededor Jind y el enclave Narnaul, actualmente se encuentran en el estado de Haryana, que fue separado de Punyab el 1 de noviembre de 1966. Algunas otras áreas que pertenecían a PEPSU, en particular Solan y Nalagarh, ahora se encuentran en el estado de Himachal Pradesh.